# Cathédrale du Sacré-Cœur de Tarawa
Pour les articles homonymes, voir Cathédrale du Sacré-Cœur.
La cathédrale du Sacré-Cœur, située à Tarawa-Sud, sur l'atoll de Tarawa aux Kiribati, est le siège de l'évêque du diocèse de Tarawa et Nauru.
Elle a été construite et consacrée en 1966 pour l'érection du nouveau diocèse de Tarawa, la cathédrale des îles Gilbert et Ellice ayant été alors transférée de Tabiteuea (auparavant siège du vicariat apostolique des îles Gilbert).